# میلن، میشیگان
میلن (به انگلیسی: Millen Township) یک منطقهٔ مسکونی در ایالات متحده آمریکا است که در شهرستان آلکونا، میشیگان واقع شده‌است.
 میلن  ۴۰۴ نفر جمعیت دارد و ۲۶۲ متر بالاتر از سطح دریا واقع شده‌است.